# 岡本英雄
岡本 英雄（おかもと ひでお、1942年/1943年 - 2010年9月11日）は、日本の社会学者。上智大学教授として在職中に死亡、後に名誉教授の称号を追贈された。主な研究テーマは、職業意識など職業に関する社会学的研究。

## 経歴
神奈川県藤沢市出身。
1965年に国際基督教大学教養学部を卒業、その後、東京大学社会学研究科に進み、1969年まで在籍していた。
その後、上智大学文学部の教員となり、助教授を経て、1989年に教授に昇任し、さらに2005年に開設された総合人間科学部へ移った。上智大学総合人間科学部社会学科在職中に急逝した。

## おもな著書

### 共著
- （目黒依子、矢沢澄子、山田昌弘、村松泰子、松信ひろみ、直井道子、舩橋恵子、江原由美子との共著）少子化時代のジェンダーと母親意識、新曜社、2000年

### 共編著
- （岩内亮一との共編著）経営と社会、税務経理協会、1986年
- （直井道子との共編著）現代日本の階層構造 4 女性と階層構造、東京大学出版会、1990年
- （目黒依子、矢澤澄子との共編著）揺らぐ男性のジェンダー意識 : 仕事・家族・介護、新曜社、2012年

### 訳書
- メルビン・M・テューミン（英語版） 著、社会的成層、至誠堂、1968年